# 秦皮乙素
秦皮乙素（英語：Aesculetin，6,7-二羟基香豆素）是一种天然的香豆素衍生物，化学式C9H6O4，可看作是2,4,5-三羟基肉桂酸形成的内酯
。